# Райт, Элисон (актриса)
Э́лисон Райт (англ. Alison Wright; род. 12 июля 1976) — англо-американская актриса.

## Ранние годы
Райт родилась в Сандерленде, и была воспитана в приёмной семье. Она обучалась в Институте театра и кино Ли Страсберга и группе Барроу в Нью-Йорке.

## Карьера
Райт дебютировала на телевидении в 2013 году с ролью Марты Хэнсон в телесериале «Американцы». Она была повышена до основного актёрского состава во втором сезоне. Райт покинула шоу в конце четвёртого сезона, а за гостевое появление в пятом получила номинацию на прайм-тайм премию «Эмми» в категории «Лучшая приглашённая актриса в драматическом сериале».

## Фильмография

### Кино
| Год  | Русское название | Оригинальное название | Роль             | Примечания             |
| ---- | ---------------- | --------------------- | ---------------- | ---------------------- |
| 2007 | Дневники няни    | The Nanny Diaries     | Бриджет          |                        |
| 2009 | Ночи             | Nights                | бармен           | Короткометражный фильм |
| 2011 | Мозгиии!         | Braaains!             | Моник Голд       | Короткометражный фильм |
| 2015 | Хороший парень   | Good Ol' Boy          | миссис Рейнольдс |                        |
| 2016 | Расплата         | The Accountant        | Жюстин           |                        |
| 2017 |                  | Active Adults         | терапевт         |                        |
| 2018 |                  | Ask for Jane          | Ада              |                        |
| 2019 |                  | Georgica              | Софи             | Короткометражный фильм |

### Телевидение
| Год       | Название на русском | Оригинальное название | Роль                           | Примечания                                |
| --------- | ------------------- | --------------------- | ------------------------------ | ----------------------------------------- |
| 2013—2017 | Американцы          | The Americans         | Марта Хэнсон                   | Регулярная роль, 37 эпизодов              |
| 2013      | Голубая кровь       | Blue Bloods           | Бригитта Холден                | Эпизод: «Lost and Found»                  |
| 2015—2019 | Подлый Пит          | Sneaky Pete           | Марджори                       | Повторяющаяся роль, 13 эпизодов           |
| 2016      | Слушание            | Confirmation          | Вирджиния Томас                | Телевизионный фильм                       |
| 2017—2024 | Вражда              | Feud                  | Полин Джеймсон Памела Гарриман | 7 эпизодов Эпизод: «Masquerade 1966»      |
| 2019      | Касл-Рок            | Castle Rock           | Валери                         | Повторяющаяся роль, 6 эпизодов            |
| 2020      | Сквозь снег         | Snowpiercer           | Рут Уолдер                     | Регулярная роль в 3-х сезонах (2020-2022) |

## Театр
| Год  | Русское название | Оригинальное название | Роль   | Площадка                    |
| ---- | ---------------- | --------------------- | ------ | --------------------------- |
| 2017 | Пот              | Sweat                 | Джесси | Театр «Студия 54» (Бродвей) |
| 2019 | Отелло           | Othello               | Эмилия | Театр «Делакорт» (Бродвей)  |

## Награды и номинации
| Ассоциация                             | Год  | Категория                                                                 | Номинированная работа | Результат |
| -------------------------------------- | ---- | ------------------------------------------------------------------------- | --------------------- | --------- |
| «Драма Деск»                           | 2019 | Лучшая женская роль роль второго плана в пьесе                            | Отелло                | Номинация |
| Прайм-тайм премия «Эмми»               | 2017 | Лучшая приглашённая актриса в драматическом телесериале                   | Американцы            | Номинация |
| «Gold Derby»                           | 2016 | Лучшая женская роль второго плана в драматическом сериале                 | Американцы            | Номинация |
| «Gold Derby»                           | 2017 | Лучшая приглашённая актриса в драматическом сериале                       | Американцы            | Номинация |
| Ассоциация критиков кино и телевидения | 2016 | Лучшая женская роль второго плана в драматическом сериале                 | Американцы            | Номинация |
| Ассоциация критиков кино и телевидения | 2017 | Лучшая приглашённая актриса в драматическом сериале                       | Американцы            | Номинация |
| «Спутник»                              | 2017 | Лучшая женская роль второго плана — мини-сериал, телесериал или телефильм | Американцы            | Номинация |